# Växsjö
Växsjö är en by i Bollnäs kommun. Växsjö är beläget vid ett näs på Växsjöns västra sida, sju kilometer norr om Bollnäs tätort i södra Hälsingland. Ljusnan rinner genom Växsjön. Byn ingår i Bollnäs församling och Bollnäs socken.
I Växsjö finns en friskola för årskurserna F-6, Växsjö byskola.

## Historia
En av de tidigaste kända gårdarna är Knapegården, ibland kallad Växsjögården, Väsxjö nr 6 eller JonJons. Den låg tidigare längst ner på näset alldeles mot sjön. Den ska ha fått sitt namn av att det här ska ha bott en Knape och därmed varit en knapegård. Enligt en gammal sägen ska han ha gömt en skatt vid Offerbäcken norr om Växsjön.
Ett tidigt skriftligt omnämnande av Växsjö är 19 februari 1363. Då omnämns en lagman i Bollnäs prosteri kallad Tomas i Växsjö i samband med stadfästande av ett jordaupplåtelse.